# Rite of Passage (Stargate SG-1)
Rite of Passage (Rito de Iniciación) es el sexto episodio de la quinta temporada de la serie de televisión de ciencia ficción Stargate SG-1, y el nonagésimo cuarto de toda la serie.

## Trama
En el 4º aniversario de Cassandra viviendo en la Tierra, ella sufre un colapso y es llevada al SGC. Mientras ella pide ir a un bosque, Fraiser descubre que un retrovirus está transformando su ADN. Por su lado, Daniel revisa las filmaciones del SG-7 en Hanka. Aparentemente, cuando los jóvenes de aquel mundo cumplían 16 años, ellos colapsaban súbitamente. Luego debían ir al bosque, y a los pocos días regresaban curados. Según los habitantes, todo esto era normal.
El SG-1 va entonces al bosque de Hanka a investigar. En uno de los árboles encuentran unas extrañas marcas, las que al ser tocadas activan un transporte de anillos que lleva al equipo dentro de un laboratorio Goa'uld. Mientras registran el lugar, los anillos vuelven activarse, pero extrañamente nada viene por ellos. El SG-1 entonces vuelve a la Tierra, pero no antes de que Daniel halle una tablilla con la palabra “Hok'tar”.
En la base, Cassandra comienza a desarrollar habilidades telekineticas, y Daniel basado en la tablilla encontrada concluye que ello tiene que ver con los experimentos de Nirrti. La palabra “Hok'tar”, significa “Humano Avanzado”; Nirrti buscaba crear un humano que se convirtiera en un perfecto anfitrión de Goa'uld. El equipo teoriza que los niños afectados por el retrovirus, al ir al bosque, eran transportados al laboratorio donde Nirrti estudiaba el desarrollo de sus fisiologías, y luego los curaba, regresándolos a su aldea. Ahora, después de muchas generaciones, Cassandra fue el resultado de todos estos experimentos. Cuando el SG-7 llegó, Nirrti temió que el resto de los Señores del Sistema supieran de su éxito, y por ello fue que acabó con la población del planeta.
Pronto, Cassandra siente la presencia de un Goa'uld en el complejo, el cual ser resulta ser Nirrti, quien usó su dispositivo de invisibilidad para infiltrarse en la base, cuando el SG-1 volvió de Hanka. Ella luego es atrapada por el personal usando armas anti-Retoo y Zat.
Nirrti, a cambio de curar a Cassandra , pide ser dejada libre, y que se le entregue una muestra de sangre de la niña, además de su aparato de encubrimiento. Sin embargo Hammond no acepta. Luego, Fraiser amenaza a Nirrti con matarla, sino salva a su hija. La Goa'uld se ve obligada a aceptar, a cambio solo de su libertad. Usando un aparato de mano sanador, ella cura a Cassandra. Después Nirrti es dejada partir, pero les advierte, sobre todo a O’Neill, que no deberían haberla liberado ya que ella no desistirá de su investigación para crear el perfecto huésped.

## Artistas invitados
- Colleen Rennison como Cassandra.
- Jacqueline Samuda como Nirrti.
- Teryl Rothery como la Dra. Janet Fraiser.
- Richard de Klerk como Dominic.
- Karen van Blankenstein como la enfermera.